# Live Cinema
Live Cinema es un género dentro de las prácticas performativas con proyecciones en directo; supone una nueva concepción cinematográfica:   

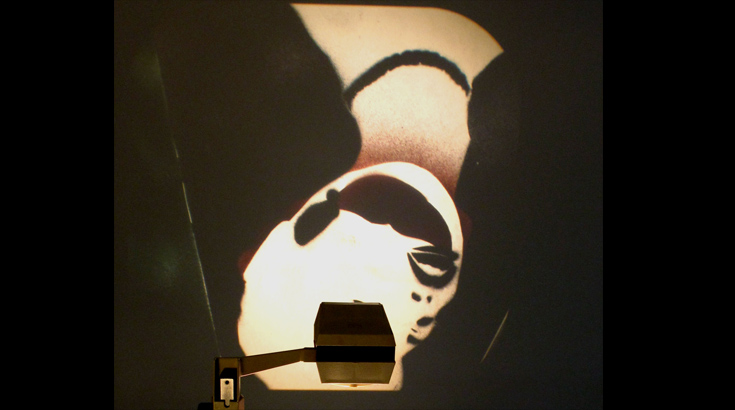
Live Cinema performance

El cine en vivo, término que hace referencia a la creación audiovisual en tiempo real por artistas que trabajan sobre un concepto; por definición y en oposición las obras audiovisuales convencionales, es efímero y único. Los artistas de Live Cinema siguen la tradición de experimentación audiovisual, actualmente con la ayuda de las tecnologías digitales. Muchos creadores generan sus imágenes mediante software.
El Live Cinema puede entenderse como un espectáculo de proyecciones en el que se realiza un montaje de material cinematográfico en directo. El término parece precisar una forma de realizar la proyección cinematográfica, introduciendo variaciones en la habitual linealidad del montaje, abriendo un grado de incertidumbre y narratividad abierta, con múltiples posibles desarrollos. Sin embargo, el término se ha empleado desde un principio para referirse a casi todo tipo de prácticas con proyecciones en directo, sin una relación significativa con el concepto de cinematografía. Trata de separar y defender un uso apropiado del término, un uso que, sí tiene relación con la problemática y cuestionamiento del lenguaje cinematográfico y sus alternativas. 

## Definición
El término Live Cinema se considera como la creación simultánea de audio e imagen en movimiento a tiempo real de la mano de artistas que colaboran en un diálogo equilibrado entre diferentes formas, en la que no priman unas sobre otras, configurando conceptos que van más allá de la creación audiovisual estrictamente comercial o cinematográfica clásica y desarrollando una noción particular sobre la narrativa y la representación en el espacio. De esta manera, cada trabajo de cine en vivo, presenta una estructura particular, así como escenografía, requerimientos técnicos y duración.

## Orígenes
Live Cinema se puede entender de manera general como un desarrollo e historia en paralelo, está compuesto por el término Live, adjetivo que significa “en vivo” y el vocablo Cinema: Cine. El uso de esta palabra implica un interés por crear historias que llame la atención del espectador con una narración que mantenga su interés por lo que sucede en pantalla. Por lo que el contenido no puede ser simplemente estético y decorativo.
El término cine es algo desorientador, ya que la diferencia entre el cine y el cine en vivo está en el contexto y en sus aciertos. El cine en vivo no es cine clásico, no cuenta historias de forma lineal. La situación en vivo impone sus propias necesidades y reclama independencia de la linealidad del cine. Con respecto al uso que hace el Live Cinema de la palabra cine es por el significado que en sus principios y orígenes tuvo, la de entretener y experimentar con las formas.
La razón de la existencia del Live Cinema es ofrecer experiencias diferentes para la narración cinemática y su establecimiento tradicional, haciéndolo en tiempo real y para espectadores de en diversos contextos, como lugares públicos hasta por Internet. La fuerza del Live Cinema como movimiento reside en la cantidad de descubrimientos dentro del lenguaje audiovisual.
Los aspectos específicos del Live Cinema son las proyecciones y el espacio, por lo que se incluye la media-arquitectura, ya que el trabajo con la arquitectura y construcciones constituye uno de los mayores intereses para los artistas actuales. Otro ejemplo de la relación entre la creación y aquello sobre la cual se proyecta es el trabajo del artista Klaus Obermeir, quien colabora con obras de danza, utilizando los cuerpos de los bailarines para sus proyecciones.

## Historia y autores destacados
Un creciente número de artistas y teóricos se ha interesado por las prácticas de cine en tiempo real, escribiendo artículos y tesis acerca de diversos conceptos.
Los pioneros de la animación experimental como Oskar Fischinger y Len Lye se dedicaron a lo que se llamaría música visual. Antes de eso Kandinsky ya sentaría las bases de todo esto buscando un sistema universal entre el color y el sonido que continuará  hacia la forma del Live Cinema.

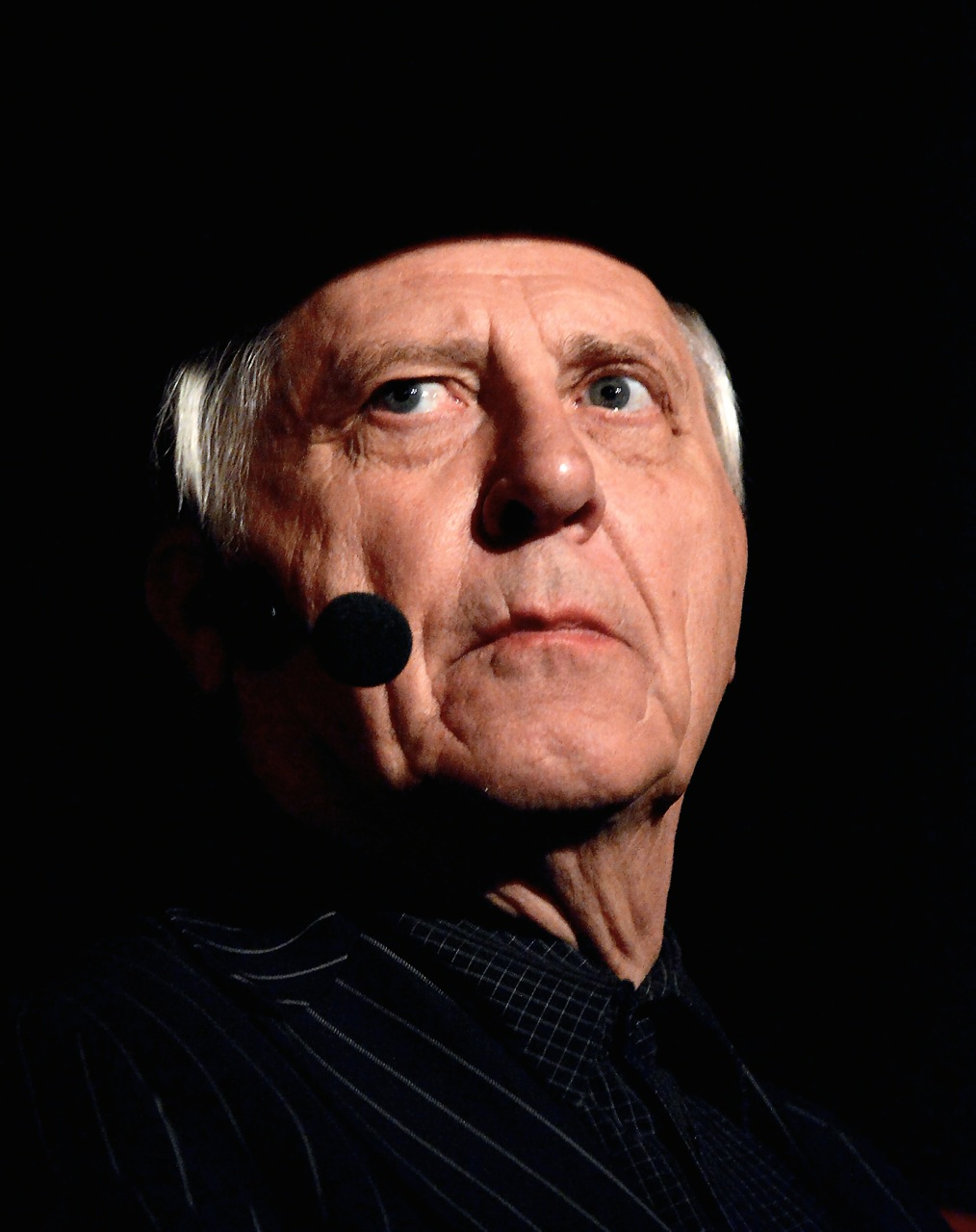
Peter Greenaway 2013

Algunos artistas que se dedicaron a la creación audiovisual en directo son el británico Christopher Thomas Allen su narración se vale del texto, el video y la música, combinándolos para crear una nueva forma de contar y comunicar. Su obra más característica es Super Everything, una creación compuesta por tres movimientos y nueve escenas que busca explorar el ritualismo y la identidad a través de los paisajes de Malasia. Además fundó el colectivo The Light Surgeons que combinan diferentes caminos narrativos a través de un acercamiento al cine documental, valiéndose de música electrónica o animaciones.
Una de los pioneros de este género es la artista audiovisual Mia Makela profesora, investigadora y activista cultural finlandesa. Su trilogía artística llamada Kaamos, nos propone un viaje a su tierra natal, esto es posible gracias a grabaciones de enclaves geográficos y nos lleva a seguir la historia en la forma de una mujer corriendo por la naturaleza, fundiéndose con ella. Es una creación intuitiva llena de libertad, que mezcla las secuencias en tiempo real mientras interactúa con la música.     
Otro artista es el pionero Peter Greenaway, que tras sus experimentos con las posibilidades del vídeo como nuevo medio, se lanza al proyecto de Tulse Luper avanzando en la propuesta de nueva narración y definición de los mecanismos narrativos audiovisuales, anticipando incluso el concepto de interfaz concreta para la interpretación en directo. Greenaway es uno de los pocos directores de cine que ejecuta sus proyectos como una performance audiovisual en tiempo real. Con su Tulse Luper VJ Tour, Greenaway nos presenta un ejemplo de como componer el Live cinema dentro de una performance, al combinar la música en vivo de DJ Radar con la ejecución en tiempo real de sus imágenes.
El mensaje de algunos estos artistas refleja el mundo contemporáneo en desequilibrio con la naturaleza, con los derecho sociales y problemas políticos y sociales. Así pues muestran el trabajo de los seres humanos y de la realidad contemporánea, la producción industrial y el consumo irracional y proponen reflexionar sobre la vida contemporánea.

## Modo de Narración del Live Cinema
El Live Cinema introduce diversos modos de narrativas, generadas por asociaciones no causales y no premeditadas. Como la ambient music, se materializa como narración de fondo, una cantidad de planos, imágenes y secuencias sucesivas, tramas que se desenvuelven e historias en el espacio. Como la no-music, se presenta una no-narrativa que sin embargo propone y crea historias, relacionando elementos por asociaciones y conexiones temporales.
El esquema discursivo clásico compuesto por inicio, nudo, desenlace desaparece ante desarrollos dramáticos no argumentales. Recuperamos el tiempo real planteado por Dogma y el Cinema Verité, que se concentran en el espacio atemporal de los sueños. El realismo objetivo, el realismo crudo del Pop, la narrativa documental se combinan y se convierten en onírico, en un sistema no lineal que asemeja el reordenamiento de datos en el cerebro durante el sueño.
En directo se presentan acciones de apropiación y reciclaje, adaptación de contenido, el cual se modifica, se carga de nuevos significados, al mismo tiempo que el material conocido y reconocible adquiere asociaciones y conexiones ante los diversos planos con los que entra en contacto.
El ritmo y la velocidad en el Live Cinema es alterado, ya que las acciones se dividen,  los gestos se despliegan o contraen. El nuevo tiempo se vuelve flexible y granular. La variación sobre el tiempo original aporta un nuevo nivel semántico.
Por lo tanto el artista audiovisual tiende a crear su propio “artefacto” para actuar en directo, articulando las decisiones, gestos y recursos expresivos que conforman las piezas que pueden surgir. La pieza existe como una unidad potencial que sólo se encontrará en cada situación de un modo distinto. Esta forma de contar puede entenderse como una deriva narrativa, un recorrido por lugares no muy conocidos en los hay elementos que sorprenden al espectador, referencias, vínculos imprevistos que construyen un flujo que consolida una historia no planeada.

## Otras Narrativas
La escritura del Live Cinema experimentó diferentes  formas de narrar: como las novelas no lineales, saltos de ejes, historias paralelas. Se ha demostrado que el Live cinema puede unir y enlazar cualquier plano que provoque un significado causal en el espectador. El montaje directo mediante cortes sucesivos de planos es de este modo siempre generador de significados. Se necesita otros objetivos más complejos para enriquecer la narrativos del Live Cinema. Podemos imaginar otras narrativas: como las narrativas no-lineales, asociativas, por superposición y acumulación.                             

## Elementos Básicos del Live Cinema

### El espacio
El espacio de las performances del Live Cinema es compartido tanto por cuerpos humanos como por sus herramientas, por las proyecciones y por el público, por lo tanto el espacio es un concepto adaptable y activo, diferente al del cine, donde el espectador observa la película sin ninguna perturbación externa. Los espectadores frente a una performances de Live Cinema, pueden encontrarse sentadas, caminando por el rededor de la interpretación, bailar o participar en la misma.

### El tiempo
EL tiempo que conforma las performances del Live Cinema es el de la improvisación. El vivo posibilita a la improvisación como primer recurso. La comunicación que se realiza a la hora de componer una performance permite observar que los artistas visuales en vivo suelen hacer que las imágenes reaccionen al ritmo de la músic. En el live cinema existen diferentes grados de tiempo real,  las imágenes de los visuales en sí mismos pueden ser generados en tiempo real. Las imágenes creadas por una cámara en directo, las cuales pueden ser modificadas usando efectos de video en tiempo real en el caso de que la producción, el procesamiento y la salida suceden en simultáneo.

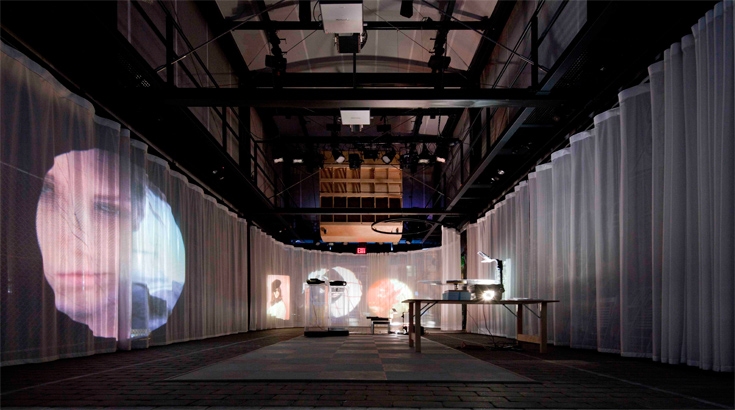
Live Cinema Performance en el BMW Guggenheim Lab con Cheryl Kaplan

### La performance
En el Live Cinema la performance es una muestra escénica, muchas veces con un importante factor de improvisación, también se lo denomina Arte en Vivo. Se establecen acciones en un individuo o un grupo, en un lugar determinado y durante un tiempo concreto.
En la mayoría de las performance se realizan con una notebooks, el público ve al artista de pie o sentado detrás de su computadora, mirando atentamente el monitor. El artista performer con una computadora puede realizar el arte vivo, dejando en duda al espectador que fue realizado digitalmente y que no.
Live Cinema es así como otras artes, se debe borrar el prejuicio sobre lo que significa cine y recuperar el significado originario del mismo, como el de imagen en movimiento que busca entretener, inquietar, o trasladarnos a otro espacio y tiempo, ya que cada trabajos manifiesta diferentes significaciones con el lenguaje narrativo y el mundo actual.

## Video Jockeying vs. Live Cinema
El término Video-Jockey se lo utilizó en un primer momento para describir a la gente que presentaba videoclips en MTV, hasta que el término fue cambiando para incluir aquellos artistas de videoperformance que crean visuales en vivo para todo tipo de música.
Las obras que describen el Live Cinema son esencialmente artísticas a diferencia de los VJ, ya que este imita al DJ pero con imágenes. No quiere decir que los VJ no estén capacitados para poder producir sus propios materiales, todo lo contrario, ellos incorporan imágenes preexistente con material propio, el acto de mezclar, remezclar y seleccionar constituye la obra de un VJ. Los artistas encuentran la necesidad de distanciarse de las escenas de música y baile, buscando un espacio en el que su trabajo pueda ser apreciado y recibido como una propuesta con sentido y entidad propios, y no como un mero acompañamiento a la sesión del DJ.
El Live Cinema sugiere ser más personal y artístico que el de los VJs,las obras suelen aparecer en museos, cines o festivales audiovisuales, para una audiencia más parecida a la del cine. La variedad de estilos del Live Cinema es enorme, aparte del contenido real que es el material visual. 
Al existir diversos géneros de Live Cinema con materiales abstractos y figurativos, se hace imposible acercarse desde un solo enfoque para establecer un único significado a las performance, pues puede entenderse tanto como una pintura en vivo (live painting) o como un montaje audiovisual en vivo (live montage).

## Diferencia entre teatro de sombra y Live Cinema
La datación de la imagen en movimiento data del origen de los tiempos, como las referencias a las imágenes de realidad que aparecen referenciadas en el mito de la Caverna de Platón. Ahora bien, analizando los orígenes de la imagen en movimiento y en busca de los ancestros, referentes y evolución del Live Cinema encontramos sus raíces primigenias en las prácticas de Wayang kulit, teatro de sombras, originario de india en que se que se representaba el Ramayana a través de una escenificación con figuras en un teatro de sombras que posteriormente fue exportado, interpretado y producido en Indonesia sobre el año 930.